# Boivre (Loire-Atlantique)
Pour les articles homonymes, voir Boivre.
Le Boivre est un fleuve situé au sud de la Loire-Atlantique, dans la région Pays de la Loire, en France. Il traverse le marais de Giguenais

## Géographie
Débutant au sud-est du bourg de Saint-Père-en-Retz, il contourne celui-ci par l'est marquant la limite avec la commune de Saint-Viaud, puis par le nord et prend la direction de l'océan Atlantique dans lequel il se jette au bout d'un parcours de 17,1 km sur la commune de Saint-Brevin-les-Pins à la limite du quartier des Rochelets et de celui de l'Ermitage.

### Communes et cantons traversés
Dans le seul département de la Loire-Atlantique, le Boivre traverse les trois communes, de Saint-Père-en-Retz (origine), Saint-Viaud et Saint-Brevin-les-Pins (embouchure).
Le Boivre traverse uniquement le canton de Saint-Brevin-les-Pins, le tout dans l'arrondissement de Saint-Nazaire.

### Hydrologie
En amont, autour de Saint-Père-en Retz, le Boivre est alimenté par plusieurs ruisseaux : ruisseau du Chêne Tied, ruisseau de Glande, à l'est de Saint-Père en Retz ; ruisseau de la Gravelle, La Pentière, à l'ouest. Le Boivre traverse ensuite le marais de la Giguenais, avant de rejoindre le littoral.

### Organisme gestionnaire
Le Syndicat d’aménagement hydraulique du Sud Loire en est l'organisme gestionnairede 1984 à 2023.

## La catastrophe du Boivre
Lors de la Seconde Guerre mondiale, dans le cadre de la réalisation du mur de l'Atlantique, le Boivre est barré de manière à noyer les marais situés en arrière de la côte. En mars 1945, alors que les troupes alliées ont débarqué depuis longtemps, cette mesure apparaît désormais complètement inutile et même contre-productive aux troupes allemandes de la poche de Saint-Nazaire. Le colonel Kässberg ordonne aux civils brévinois de faciliter l'écoulement des eaux du fleuve. Le 17 mars, lors des travaux, une mine explose, entraînant une explosion en chaîne d'environ deux cents autres ; quinze morts sont à déplorer.

## Le Marais de la Giguenais
Le Marais de la Giguenais est classé comme Zone Naturelle d'Intérêt Ecologique, Faunistique et Floristique (ZNIEFF Continentale de type 2 ; identifiant national 520014714). Il est localisé sur les communes de Saint-Brévin-Les-Pins et Saint-Père-en-Retz, et couvre une superficie de 632,07 hectares. Son altitude maximale est de 4 mètres, son altitude minimale de 2 mètres.
Il s'agit d'une zone humide rétro-littorale constituée de prairies inondables avec quelques zones subhalophiles dans la partie aval et plus ou moins tourbeuses en amont.
sa végétation est typique des prairies surtout mésohygrophiles, ou subhalophiles et de milieux aquatiques, comprenant quelques espèces rares ou peu communes en Pays de la Loire. Il présente un intéressante diversité d'Odonates avec en particulier quelques espèces peu commune dans la région. Présence de la Loutre d'Europe.